# Plotosus canius
Plotosus canius är en fiskart som beskrevs av Hamilton 1822. Plotosus canius ingår i släktet Plotosus och familjen Plotosidae. Inga underarter finns listade i Catalogue of Life.